# Tatiana de Rússia
Gran duquessa Tatiana Nikoláyevna de Rússia, (en rus, Великая Княжна Татья́на Никола́евна), (29 de maig (O. S.)/10 de juny (N. S.) de 1897 – 17 de juliol de 1918), segona filla de l'últim tsar Nicolàs II i la tsarina Alexandra. Va néixer al Palau Peterhof el 10 de juny de 1897, va ser considerada la més elegant de les seves germanes.
Tatiana era neta per via paterna del tsar Alexandre III de Rússia i de la princesa Dagmar de Dinamarca i per via materna del gran duc Lluís IV de Hessen-Darmstadt i de la princesa Alícia del Regne Unit. Descendia per via materna de la reina Victòria I del Regne Unit i per via paterna del rei Cristià IX de Dinamarca i de la tsarina Caterina II de Rússia.

## Infantessa i aspecte físic

Monograma imperial de la Gran Duquessa Tatiana Nikoláyevna

La Gran Duquessa Tatiana era germana de les Grans Duquesses Olga, Maria i Anastàsia i del tsarévitx Alexei de Rússia. Igual que els seus germans va ser criada amb certa austeritat : ella i les seves germanes dormien sense coixí, prenien banys freds al matí i estaven permanentment ocupats fent brodats o teixits de punt. Els seus treballs eren donats com a regal o es venien en basars de caritat.
Segons una entrada del diari de 29 de maig de 1897 escrita pel cosí llunyà del seu pare, el Gran Duc Konstantin Konstantinovich de Rússia, va rebre el nom de "Tatiana" com un homenatge a l'heroïna de la novel·la en vers d'Aleksandr Puixkin: Eugeni Oneguin. El seu pare li va agradar la idea de tenir filles anomenades Olga i Tatiana, com les germanes del famós poema.
Tatiana era descrita com alta i prima, amb el cabell castany fosc i ulls entre blaus i grisos, fina, amb els trets ben definits i una refinada conducta elegant d'acord amb la filla d'un emperador. Va ser considerada la més bella de les quatre grans duquesses per molts cortesans. Era la que més es semblava a la seva mare Alexandra.
El títol de Tatiana és traduït amb més precisió com a "Gran Princesa", la qual cosa significa que Tatiana, com "Altesa imperial" era de més alt rang que les altres princeses d'Europa que només eren "alteses reials". "Gran Duquessa" es va convertir en la traducció més àmpliament utilitzada en anglès i català d'aquest títol rus. No obstant això, els seus amics, la família i el servei domèstic, en general, la cridaven pel seu nom i patronímic, Tatiana Nikoláyevna o pels sobrenoms russos "Tania", "Tatia", "Tatiánochka", o "Taniushka".

## Revolució
Durant la Primera Guerra Mundial va servir com a infermera en un hospital militar tenint cura de soldats ferits. A l'inici de la Revolució Russa juntament amb la seva família fou retinguda al Palau Alexandre de Tsarkoye Selo des del mes de febrer de 1917 fins al mes de maig. Posteriorment foren traslladats a Tobolsk, Sibèria, i a la primavera de 1918 a Iekaterinburg, en ple cors dels Urals, on se'ls va recloure a la casa Ipàtiev. Allí va ser assassinada pels bolxevics en la matinada del 17 de juliol de 1918.
Després de la caiguda del règim soviètic, es van descobrir els cossos de la família imperial l'any 1991, els científics iniciaren el procés de reconeixement dels cadàvers. Al llarg d'aquest procés descobriren que a les restes trobades hi manquen els cossos de dos dels fills del tsar Nicolau II de Rússia. L'any 2007, però es van trobar els dos cossos restants i van ser enterrats amb la resta de la familia. Les restes de Tatiana van ser exhumades i sepultades amb la dels seus pares i dues de les seves germanes a la catedral de Sant Pere i Sant Pau a Sant Petersburg. Va ser canonitzada, juntament amb la seva família, com a màrtir per l'Església Ortodoxa en 2000.

## Distincions honorífiques
- Dama de la Gran Creu de l'Ordre de Santa Catalina,